# The Sandpipers
The Sandpipers war ein US-amerikanisches Folk-Pop-Trio, dem in der zweiten Hälfte der 1960er Jahre eine Reihe von Easy-Listening-Hits gelang. Die Gruppe zeichnete sich durch luftig-leichte Harmonien, die über zarte Streicherarrangements schwebten, und eine wortlose, weibliche Begleitstimme, die in die Musik hinein und heraus driftete, aus.

## Geschichte
Alle Mitglieder entstammten dem Mitchell Boys Coir aus Los Angeles. Anfang der 1960er Jahre gründeten sie die Band The Grads und nahmen etliche Platten auf, die jedoch alle erfolglos blieben. Dann wurden sie von Herb Alpert unter Vertrag genommen, und Mitte 1966 hatten sie mit ihrer Fassung des kubanischen Songs Guantanamera ihren größten Hit. Das Lied konnte sich sowohl in den USA als auch in Großbritannien in den Top 10 der Single-Charts platzieren und war auch in Deutschland ihr einziger Erfolg. Hal Blaine begleitete die Band dabei auf dem Schlagzeug. In den folgenden Jahren erschienen unter anderem zwei Alben in spanischer Sprache: Spanish Album (1969) und Spanish Album Volume 2 (1970).
Einen weiteren Hit hatte das Trio 1970 mit dem Lied Come Saturday Morning, das sie für den Spielfilm Pookie (The Sterile Cuckoo) mit Liza Minnelli aufnahmen. Nach einigen Jahren ohne neue LP erschien 1977 das Comebackalbum Overdue, das allerdings keinen größeren Erfolg hatte. Exklusiv auf den Philippinen erschien noch im selben Jahr Ay, Ay, Ay, Manila!, das mit dem Zusatz „das erste Tagalog-Album einer internationalen Gruppe“ vermarktet wurde.
Obwohl in der Folgezeit Charterfolge ausblieben, füllte die Band noch jahrelang bei Tourneen größere Konzerthallen in ganz Amerika.

## Mitglieder
- James Brady (* 24. August 1944 in Los Angeles)
- Michael Piano (* 26. Oktober 1944 in Rochester; † 29. Dezember 2014 auf Kauaʻi, Hawaii[5])
- Richard Shoft (* 30. April 1944 in Seattle)

## Diskografie

### Alben
- 1966: Guantanamera (A&M, US: Gold)[6]
- 1967: The Sandpipers (A&M)
- 1967: Misty Roses (A&M)
- 1968: Softly (A&M)
- 1969: Spanish Album (A&M)
- 1969: The Wonder of You (A&M)
- 1970: Second Spanish Album (A&M)
- 1970: Come Saturday Morning (A&M)
- 1971: A Gift of Song (A&M)
- 1977: Overdue (Satril)
- 1977: Ay, Ay, Ay, Manila! (RCA, nur Philippinen)

### Singles
| Jahr | Titel Album                              | Höchstplatzierung, Gesamtwochen, AuszeichnungChartplatzierungen (Jahr, Titel, Album, Platzierungen, Wochen, Auszeichnungen, Anmerkungen) | Höchstplatzierung, Gesamtwochen, AuszeichnungChartplatzierungen (Jahr, Titel, Album, Platzierungen, Wochen, Auszeichnungen, Anmerkungen) | Höchstplatzierung, Gesamtwochen, AuszeichnungChartplatzierungen (Jahr, Titel, Album, Platzierungen, Wochen, Auszeichnungen, Anmerkungen) | Anmerkungen |
| Jahr | Titel Album                              | DE | UK | US | Anmerkungen |
| ---- | ---------------------------------------- | --- | --- | --- | ----------- |
| 1966 | Guantanamera –                           | DE22 (10 Wo.)DE | UK7 (17 Wo.)UK | US9 (11 Wo.)US |             |
| 1966 | Louie, Louie –                           | — | — | US30 (7 Wo.)US |             |
| 1968 | Quando M’Innamoro (A Man Without Love) – | — | UK33 (6 Wo.)UK | — |             |
| 1969 | Kumbaya –                                | — | UK38 (2 Wo.)UK | — |             |
| 1969 | Come Saturday Morning –                  | — | — | US17 (20 Wo.)US |             |
| 1970 | Free To Carry On –                       | — | — | US94 (4 Wo.)US |             |
| 1976 | Hang On Sloopy –                         | — | UK32 (7 Wo.)UK | — |             |